# U Castigu
U Castigu (« le châtiment » en langue corse) est un groupuscule antinationaliste corse actif de manière éphémère au printemps 1990.
Il se déclare le 17 mai 1990, annonçant des actions contre les nationalistes.
Le 26 mai et le 7 juin[réf. nécessaire], deux hommes supposés membres (par la revendication d'un groupe resté inconnu) de U Castigu sont abattus à Porticcio : Jules Gaffory (maraîcher membre du RPR et de la chambre d'agriculture de la Corse-du-Sud, avec plus de 60 balles dans le corps) et Jean-Pierre Maisetti (horticulteur membre du RPR, avec 48 balles dans le corps).

## Sources
- Dix ans d'assassinats, par Laurent Chabrun, Jean-Marie Pontaut, L'Express, 7 septembre 2000
- Histoire du FLNC et de la LLN